# Bursinia hemiptera
Bursinia hemiptera är en insektsart som först beskrevs av Costa 1840.  Bursinia hemiptera ingår i släktet Bursinia och familjen Dictyopharidae. Inga underarter finns listade i Catalogue of Life.